# Saulius Štombergas
Saulius Štombergas, né le 14 décembre 1973 à Klaipėda, est un joueur puis entraîneur lituanien de basket-ball. En tant que joueur, il évolue aux postes d'arrière et d'ailier.

## Carrière
Tireur à trois points d'exception, Štombergas détient pendant 13 ans le record du nombre de tirs à trois points réussis en Euroligue avec 9 sur 9 avant d'être battu par Andrew Goudelock qui en réussit 10 sur 13 en novembre 2014,.
En octobre 2013, après un mauvais début de saison du Žalgiris Kaunas, Ilias Zouros est licencié et remplacé au poste d'entraîneur par Štombergas. C'est la première expérience de Štombergas en tant qu'entraîneur principal. En avril 2014, Štombergas démissionne de son poste d'entraîneur du Žalgiris Kaunas après de mauvais résultats et est remplacé par Gintaras Krapikas.

## Palmarès

### Club
- Euroligue 1999
- Finaliste de l'Euroligue 2001
- Champion de Lituanie 1998, 1999
- champion de la NEBL - 1999
- Finaliste de la Coupe d'Italie 2000
- Final Four du Champion d'Espagne 2001
- Vainqueur de la Coupe de Turquie 2002

### Distinctions personnelles
- Euro All-Star Game - Berlin 1998
- All-Star Game de Lituanie 1996, 2003
- All-Star Game espagnol 2001

### Équipe nationale
- Jeux olympiques d'été
  -  Médaille de bronze des Jeux olympiques de 1996 d'Atlanta
  -  Médaille de bronze des Jeux olympiques de 2000 à Sydney
  - Participation en 2004
- championnat d'Europe de basket-ball
  -  Médaille d'or du Championnat d'Europe de basket-ball 2003 en Suède
  -  Médaille d'argent du Championnat d'Europe de basket-ball 1995 en Grèce
  - Participation en 1997, 1999 et 2001
- Goodwill Games 1998